# Grubyella aurea
Grubyella aurea är en svampart som beskrevs av Ashford. Grubyella aurea ingår i släktet Grubyella och familjen Arthrodermataceae.   Inga underarter finns listade i Catalogue of Life.